# Laléna
«Laléna» — песня, написанная шотландским музыкантом Донованом и записанная им осенью 1968 года в студии Olympic Studios (Лондон). В октябре 1968 «Lalena» издана в виде сингла (с песней «Aye My Love» на второй стороне) и достигла 33-й позиции в Billboard Hot 100, а в 1969 году вышла на альбоме Donovan’s Greatest Hits. В 2004 году Донован признался, что название песни связано с актрисой Лотте Ленья и ролью опустившейся женщины, которую она сыграла в фильме «Трёхгрошовая опера».

## История
В 2004 году Донован рассказал, что песня была вдохновлена актрисой Лоттой Ленья и что текст песни, адресованный социально маргинализированной женщине, был реакцией Донована на персонажа Лении в экранизации «Трёхгрошовой оперы»: «Она уличная проститутка, но в мировой истории, во всех странах, женщины брали на себя различные роли — от жрицы до шлюхи, матери, девы и жены. Это проявление сексуальной силы очень заметно, и в этом я увидел бедственное положение персонажа. Женщинам навязывают роли, и они делают из них всё, что в их силах, поэтому я описываю героиню Лотте Ленья и нескольких других женщин, которых я видела за свою жизнь, но это сложный персонаж женщин, которые являются изгоями на краю общества».
«Laléna» была записана в сентябре 1968 года на Olympic Studios. Продюсером стал Микки Мост, сессионными музкантами были Гарольд Макнейр на флейте, Бобби Орр на барабанах, Дэнни Томпсон на басу при участии струнной секции Королевского филармонического оркестра, Джон Кэмерон был аранжировщиком. Донован не работал над альбомом, когда записывал «Laléna», завершив работу над треками, которые вошли в его альбом The Hurdy Gurdy Man ещё в апреле 1968 года; этот альбом и сингл «Laléna» были выпущены в США в октябре 1968 года.
«Laléna» впервые появилась на альбоме Donovan’s Greatest Hits в 1969 году и была бонус-треком на CD-переиздании The Hurdy Gurdy Man 2005 года.
В 1975 году Донован записал версию песни с Марком Боланом в Мюнхене, которая была утрачена.
В 1978 году появился бутлег, на котором Донован исполнял песню в студии с Полом Маккартни на акустической гитаре: эта запись, вероятно, была сделана в ноябре 1968 года в EMI Studios в Лондоне, где Маккартни продюсировал треки для альбома Мэри Хопкин Postcard, на котором Донован играл на гитаре.

## Deep Purple
Существуют кавер-версии различных исполнителей, в том числе, группы Deep Purple, которая включила композицию «Lalena» в свой третий альбом Deep Purple (1969 года). Музыкальный критик Брюса Эдер (англ. Bruce Eder) высоко оценил эту обработку, отметив, в частности, органные партии Джона Лорда. После выхода этого альбома Deep Purple больше никогда не исполняли эту композицию, за исключением одного единственного случая на радио-сессии Би-би-си — этот вариант был использован в качестве бонус-трека при переиздании альбома Deep Purple в 2000 году.